# Condado de Chisago
El condado de Chisago (en inglés: Chisago County) es un condado en el estado estadounidense de Minnesota. En el censo de 2000 el condado tenía una población de 41.101 habitantes. Forma parte del área metropolitana de Minneapolis – Saint Paul. La sede de condado es Center City. El condado fue Center City. El condado fue fundado el 1 de septiembre de 1851 y fue nombrado en honor al lago Chisago.

## Geografía
Según la Oficina del Censo, el condado tiene un área total de 1.146 km² (442 sq mi), de la cual 1.082 km² (418 sq mi) es tierra y 64 km² (24 sq mi) (5,62%) es agua.

### Condados adyacentes
- Condado de Pine (norte)
- Condado de Burnett, Wisconsin (noreste)
- Condado de Polk, Wisconsin (este)
- Condado de Washington (sur)
- Condado de Anoka (suroeste)
- Condado de Isanti (oeste)
- Condado de Kanabec (noroeste)

### Áreas protegidas nacionales
- Saint Croix National Scenic Riverway

## Autopistas importantes
- Interestatal 35
- U.S. Route 8
- U.S. Route 61
- Ruta Estatal de Minnesota 95
- Ruta Estatal de Minnesota 243
- Ruta Estatal de Minnesota 361

## Demografía
En el  censo de 2000, hubo 41.101 personas, 14.454 hogares y 11.086 familias residiendo en el condado. La densidad poblacional era de 98 personas por milla cuadrada (38/km²). En el 2000 había 15.533 unidades habitacionales en una densidad de 37 por milla cuadrada (14/km²). La demografía del condado era de 97,21% blancos, 0,51% afroamericanos, 0,45% amerindios, 0,70% asiáticos, 0,03% isleños del Pacífico, 0,31% de otras razas y 0,80% de dos o más razas. 1,15% de la población era de origen hispano o latino de cualquier raza. 
La renta promedio para un hogar del condado era de $52.012 y el ingreso promedio para una familia era de $57.335. En 2000 los hombres tenían un ingreso medio de $40.743 versus $27.653 para las mujeres. La renta per cápita para el condado era de $21.013 y el 5,10% de la población estaba bajo el umbral de pobreza nacional.

## Localidades

### Ciudades y pueblos
| - Almelund - Center City - Chisago City | - Harris - Lindstrom - North Branch | - Rush City - Shafer - Stacy | - Taylors Falls - Wyoming |

### Municipios
| - Municipio de Amador - Municipio de Chisago Lake - Municipio de Fish Lake - Municipio de Franconia - Municipio de Lent | - Municipio de Nessel - Municipio de Rushseba - Municipio de Shafer - Municipio de Sunrise |